# ピゾーニェ
ピゾーニェ（伊: Pisogne）は、イタリア共和国ロンバルディア州ブレシア県にある、人口約7,900人の基礎自治体（コムーネ）。

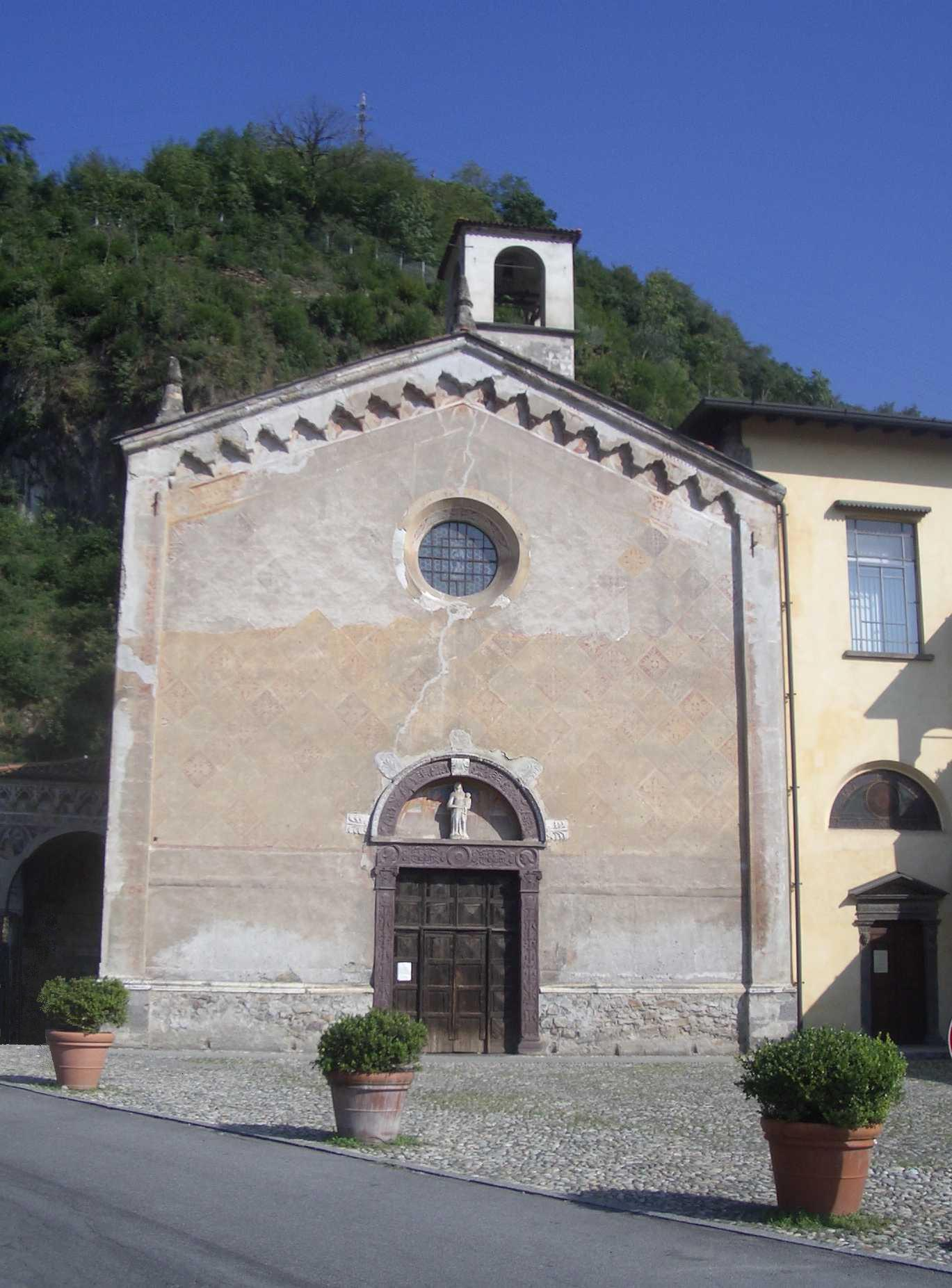
サンタ・マリア・デッラ・ネーヴェ教会

## 地理

### 位置・広がり

#### 隣接コムーネ
隣接するコムーネは以下の通り。括弧内のBGはベルガモ県所属を示す。
- アルトーニェ
- カストロ (BG)
- コスタ・ヴォルピーノ (BG)
- ローヴェレ (BG)
- マローネ
- ペッツァーツェ
- ピアン・カムーノ、
- リーヴァ・ディ・ソルト (BG)
- ソルト・コッリーナ (BG)
- タヴェルノレ・スル・メッラ
- ゾーネ

### 地震分類
イタリアの地震リスク階級 (it) では、3 に分類される
。

## 行政

### 分離集落
ピゾーニェには、以下の分離集落（フラツィオーネ）がある。
- Fraine, Govine, Gratacasolo, Grignaghe, Pontasio, Siniga, Sonvico, Toline

### 山岳部共同体
広域行政組織である山岳部共同体「セビーノ・ブレシャーノ山岳部共同体」 (it:Comunità montana del Sebino Bresciano) （事務所所在地: サーレ・マラジーノ）を構成するコムーネの一つである。